# 春日一幸
春日 一幸（かすが いっこう、1910年（明治43年）3月25日 - 1989年（平成元年）5月2日）は、日本の政治家、実業家。勲章は正三位勲一等旭日大綬章。
衆議院議員（14期）、愛知県議会議員（2期）、民社党委員長（第3代）を歴任した。

## 来歴・人物

### 生い立ち
岐阜県海津郡東江村（現：海津市）出身。生家は農家で、7人姉妹のうちに生まれた。母親に「男、望むなら王まで望め」と言われ、名古屋逓信講習所に入学。1928年卒業。名古屋中央電話局（現・NTT西日本名古屋支店）職員となる。後年反共主義の立場を取ったが、この時期はプロレタリア文学を読みあさり、ダダイスムに傾倒した。無断欠勤して上京し、杉並の林芙美子宅に押しかけ、10日間粘ってついに自作の詩を生田春月に見てもらうよう約束を取り付けたという。生田に作品を評価され、春日は電話局職員を辞し詩人を志すも挫折。1930年5月19日、生田は投身自殺。厭世観に追いやられた春日は名古屋市覚王山の山中で服毒。半死半生のところを猫ヶ洞池付近に住む農民に発見され一命を取り留めた。
義兄の店を手伝ったのち、1934年に事業家に転向。貿易商や楽器製造会社（春日楽器製造）を手がけ、成功を収めた。

### 戦後
終戦直後、鶴舞公園で赤松勇らが主催する戦災市民大会が開かれる。ここで春日は赤松と6、7年ぶりの再会を果たす。「軍と旧権力者によって日本は滅亡した。新しい日本の建設は俺たちがやろう」と訴える赤松の演説に共鳴。二人はたちまち意気投合したという。「このときが政治への第一歩だった」と春日はのちに語っている。
1947年、愛知県議会議員選挙・名古屋市中村区選挙区と名古屋市会議員選挙に日本社会党（左派）公認で出馬。市議選は落選するも、県議に初当選した。2期務める。1949年、進駐軍にデモ規制の公安条例が提案されると、「言論・集会・結社の自由を抑圧するものである」と批判。7月1日の県議会本会議では、反対の立場から時間切れを狙った議事妨害を敢行、演説は3時間に及び、時間切れによる廃案に追い込んだ。

### 衆議院議員
1952年10月の第25回衆議院議員総選挙に右派社会党公認で旧愛知1区から立候補し、初当選。
1955年10月、左右社会党が再び合流し日本社会党が結党。春日は党内右派の河上派に所属した。
1960年1月24日、社会党を離党した西尾末広らによって民主社会党（民社党）の結党大会が開かれ、春日を含む衆議院議員38人、参議院議員16人が結党に参加した。
1965年の日韓国会で国会対策委員長として自民党の田中角栄幹事長とのパイプを築き、後の自公民路線に結実した。自民党国対との折衝の後、自民党側の主張を「理屈は後から貨車で付いてくる」と評した。
反共で鳴らし、日本共産党を激しく批判。「共産主義に反対すること、それが人間であることの証明だ」「人間を軽視する悪魔の思想、共産主義と戦うことが人間の責務」などと主張した。対外的には韓国とパイプを持ち、反共主義者であるものの、実利重視から日中国交正常化賛成派の田中角栄や公明党と歩調を揃えて中華人民共和国で「民社党は日中関係の正常化をはばむ反動勢力と対決して闘う」として一つの中国を支持する共同声明に民社党訪中団長として署名した。日中協会の役員も務めた。
1967年6月、民社党書記長に就任。1969年2月には副委員長（選対委員長兼務）に昇格。1969～70年の公明党・創価学会の政教分離問題（言論出版妨害事件）では、池田大作の証人喚問の要求や、共産党宮本スパイ事件における宮本顕治の証人喚問の要求を行う。

### 民社党委員長
1971年8月、西村委員長の急死に伴い党委員長選挙が行われ、曽祢益元書記長を破り、春日が民社党委員長に就任した。佐々木良作書記長・竹本孫一政審会長を留任させ、国対委員長を池田禎治から塚本三郎副書記長に指名、18年に及ぶ党内支配が確立した。
1972年の衆院選で民社党は20議席割れの大敗を喫する。
1973年4月の名古屋市長選挙は、社会党と共産党と愛労評が推す革新候補の本山政雄と、自民党が支援する現職の杉戸清の事実上の一騎打ちとなった。春日率いる民社党は反共の立場を貫き杉戸についたが、本山が僅差で逃げ切り初当選を果たした。
1974年2月に対立関係にあった佐々木良作書記長を副委員長に昇格させ、腹心の塚本三郎国対委員長を書記長に昇格させた。
1977年11月、党委員長辞任。党常任顧問に就任。後任の佐々木委員長や塚本委員長の時代でも常任顧問として党内に影響力を残した。

### 党委員長辞任後
1984年2月、日本・イスラエル友好議員連盟が発足して春日が初代会長に就任した。
1989年2月、リクルート事件で腹心の塚本が委員長辞任に追い込まれ、反春日派の永末英一が委員長に就任したことで影響力低下が囁かれた。同年5月2日、入院先の名古屋市立大学病院に於いて、肺炎のため議員在職のまま死去した。79歳没。追悼演説は1989年6月15日の衆議院本会議で、春日と同じ愛知県選出であり、春日の民社党国対委員長在任時代に自民党国対委員長の座にあった江﨑真澄が務めた。。
民社党は1990年の衆院選に春日の女婿で名古屋市議の安井延を擁立するが、次点で落選。1993年の衆院選では候補者を立てることができなかった。

## エピソード
- 演説の巧者として知られており、その演説は「春日節」との異名を取った。
- 春日の秘書出身者に、塚本三郎、河村たかし、水戸将史、青木宏之、工藤恭弘（愛知県議会議員。工藤彰三の父親）らがいる。
- 自民党議員の中川一郎と親交を持ち、春日は中川を高く評価していた。
- 中小企業基本法制定や民社中小企業政治連合（民中連）結成に関わるなど、中小企業政策に力を入れた。また愛知県下の中小企業経営者から厚い支持を集め、愛知を全国屈指の民社党の強い地域にした。さらに自民党や保守層との連携・取り込みを重視し、党内では同じ愛知選出の塚本三郎と共に自公民路線を主導した。
- 佐々木良作とは長らく盟友、ライバル関係にあった。
  - 自公民路線を主導する春日に対し、佐々木は社会党右派との連携を優先する社公民路線を推しており、両者は対立することが多かった。
  - 佐々木が委員長を務めていた当時、「佐々木委員長は面倒見が悪い」「党内に佐々木派なんてほとんどいませんよ。みんな春日派です」とゴマをすってきた若手議員に対し、春日は「そんなことはない。我輩が佐々木派だ。ああのこうのと言わずに、委員長を助けることだ」と一喝している。
  - 1985年に佐々木が委員長を辞任した際、春日は後任として腹心の塚本を内定させたが、この人事に副委員長に内定した永末英一が異議を唱え、それに対し党常任顧問だった春日が「五臓六腑が煮えくり返る」と永末にやり返したため、春日と佐々木は灰皿をつかんで睨み合い、あわや殴り合いの喧嘩に発展しかけた。なお後年、リクルート事件をめぐり塚本委員長の去就が問題になった際も、塚本を擁護する春日と、辞任を勧告する佐々木は対立。春日は国会内の民社党控室で記者会見を開き、数十人の記者を前に塚本擁護の熱弁をふるったが、塚本は結局辞任に追い込まれた[15]。
  - 後に春日が病床に伏した際、佐々木は春日の見舞いに訪れ、盛りそばを自らたぐって春日に食べさせた。
- 艶福家として知られ、複数の愛人がいたとされる。春日は、度々報じられるそれらのスキャンダルについても認めていた。
- 春日が興した春日楽器製造はギター製造で知られていた。OEM生産として、国内ではヤマハブランドなどの、海外では米国の有名ブランドギターの製造も行っていた。しかし晩年の業績は不振で、春日は塚本に対し「塚本君は学生時代に創った会社をいち早く始末したが、俺は未だ始末できない」とこぼしていたという。同社は1996年頃に操業停止となったという。